# Crocus kotschyanus
Crocus kotschyanus là một loài thực vật có hoa trong họ Diên vĩ. Loài này được K.Koch miêu tả khoa học đầu tiên năm 1853.